# Hieracium duriceps
Hieracium duriceps es una especie de planta con flor del género Hieracium, de la familia Asteraceae, orden Asterales.

## Distribución
Hieracium duriceps se distribuye por Inglaterra, Escocia, Irlanda, Irlanda del Norte y Escocia.

## Taxonomía
Fue descrita científicamente por F. Hanb. Fue publicada en J. Bot.